# Santuario de Flora Isla de La Corota
Santuário de Flora da Ilha de La Corota (em castelhano:  Santuario de Flora Isla de La Corota) é a menor área protegida do Sistema Nacional de Parques Naturais da Colômbia, cobrindo cerca 15,2 hectares de terra e área de água circundante. Localizado na Laguna de la Cocha, este santuário da flora serve como habitat natural para espécies endêmicas de plantas da floresta nebulosa subtropical andina, bem como várias aves aquáticas, anfíbios e peixes. Estabelecido como um santuário de flora e fauna em 6 de junho de 1977, a Ilha La Corota tornou-se um dos parques nacionais mais visitados da Colômbia, registrando 28.000 visitantes individuais em 2018.

## Geografia e clima
Localizada no oeste da Colômbia, a Ilha de La Corota é a única ilha lacustre com floresta andina antiga do país. O santuário cobre a totalidade da ilha e quatro hectares de área de água circundante.
A região do santuario está a 2.800 metros acima do nível do mar, o clima é predominantemente úmido e frio (média de 11 °C).

## Flora e fauna

### Flora
- Befaria glauca
- Drymis granantesis
- Eugenia stipitata
- Hesperomeles glabrata
- Hieronyma macrocarpa

### Mamíferos
- Chiroptera
- Thomasomys laniger

### Pássaros
- Black-crowned night heron
- Collared inca
- Fulica ardesiaca
- Glossy-black thrush
- Golden-fronted whitestart
- Great thrush
- Pied-billed grebe
- Red-crested cotinga
- Rufous-collared sparrow
- Slaty brushfinch
- Sparkling violetear
- Spectacled whitestart

## Atividades
O Santuário da Flora da Ilha La Corota oferece oportunidades de pesquisa e recreação para seus visitantes. Apesar de seu tamanho, a ilha conta com duas trilhas, a trilha El Quiche de 550 metros e a trilha La Totora de 200 metros. Além disso, a ilha de La Corota é conhecida como um destino de observação de aves e ecoturismo.